# Mistrzostwa Polski w Badmintonie 1985
21. Mistrzostwa Polski w Badmintonie 1985 odbyły się w dniach 1–3 lutego 1985 w Radomiu

## Medaliści
| Konkurencja:            | Złoto:                                                                  | Srebro:                                                                   | Brąz: |
| gra pojedyncza kobiet   | Bożena Wojtkowska (Technik Głubczyce)                                   | Bożena Siemieniec (Technik Głubczyce)                                     | Elżbieta Kuczkowska (Żyrardowianka Żyrardów) Barbara Zimna (Technik Głubczyce)                                                                      |
| gra pojedyncza mężczyzn | Grzegorz Olchowiak (Technik Głubczyce)                                  | Jerzy Dołhan (Technik Głubczyce)                                          | Stanisław Rosko (Technik Głubczyce) Brunon Rduch (Unia Bieruń Stary)                                                                                |
| gra podwójna kobiet     | Ewa Wilman (Technik Głubczyce) Bożena Wojtkowska (Technik Głubczyce)    | Iwona Karwowska (Polonez Warszawa) Ewa Zdrojewska (Start Gdynia)          | Bożena Siemieniec (Technik Głubczyce) Zofia Żółtańska (Technik Głubczyce) Irena Rogula (Technik Głubczyce) Barbara Zimna (Technik Głubczyce)        |
| gra podwójna mężczyzn   | Jerzy Dołhan (Technik Głubczyce) Grzegorz Olchowiak (Technik Głubczyce) | Kazimierz Ciuryś (Technik Głubczyce) Stanisław Rosko (Technik Głubczyce)  | Jerzy Gwóźdź (AZS UŚ Katowice) Norbert Węgrzyn (Unia Bieruń Stary) Krzysztof Bruchwalski (Start Gdynia) Cezary Hryciuk (Start Gdynia)               |
| gra mieszana            | Jerzy Dołhan (Technik Głubczyce) Ewa Wilman (Technik Głubczyce)         | Kazimierz Curyś (Technik Głubczyce) Bożena Wojtkowska (Technik Głubczyce) | Stanisław Rosko (Technik Głubczyce) Zofia Żółtańska(Technik Głubczyce) Grzegorz Olchowiak (Technik Głubczyce) Bożena Siemieniec (Technik Głubczyce) |